# عائشة هيندز
عائشة هيندز (بالإنجليزية: Aisha Hinds)‏;(مواليد 13 نوفمبر 1975 في بروكلين، نيويورك، الولايات المتحدة)، هيَ مُمثِلة أمريكية بدأت مَسيرتها الفنية عام 2002. تلعب الآن دوراً ثانويّاً بِشخصية كارولين هيل في مسلسل تحت القبة على قناة CBS والمُقتبس من رواية تحت القبة لِستيفن كينغ.

## الأعمال
- السيد بروكس
- ماديا ذهبت إلى السجن
- غير قابل للإيقاف
- الأيام الثلاثة القادمة
- ستار تريك إلى الظلام
- إذا بقيت
- 9-1-1

## وصلات خارجية
- عائشة هيندز على موقع IMDb (الإنجليزية)
- عائشة هيندز على موقع ميتاكريتيك (الإنجليزية)
- عائشة هيندز على موقع ألو سيني (الفرنسية)
- عائشة هيندز على موقع أول موفي (الإنجليزية)
- عائشة هيندز على موقع قاعدة بيانات الأفلام السويدية (السويدية)
- عائشة هيندز على موقع قاعدة بيانات الفيلم (الإنجليزية)
- عائشة هيندز على موقع كينوبويسك (الروسية)